# Tali
För andra betydelser, se Tali (olika betydelser).

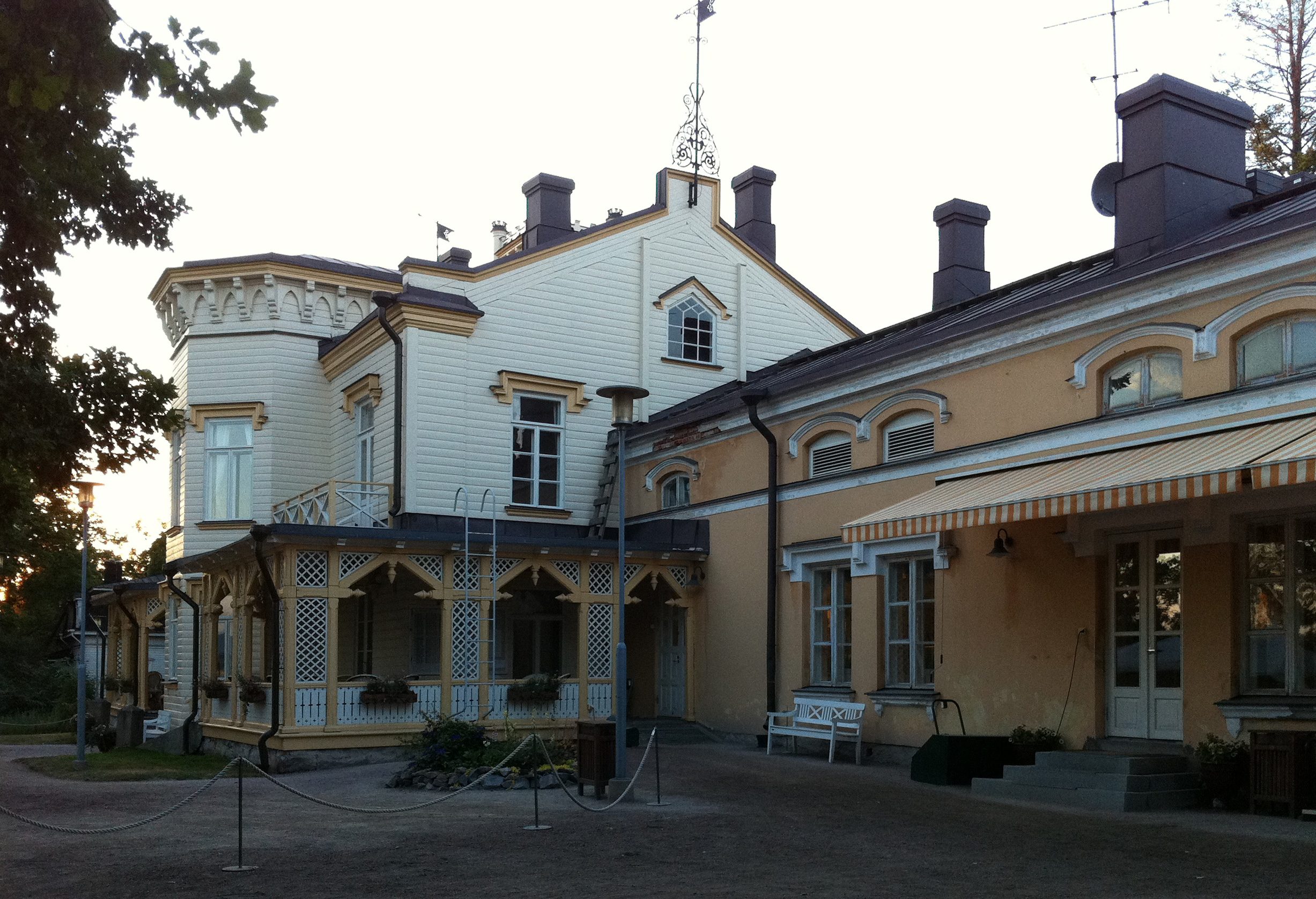
Tali gård

Tali (Tali även på finska) är en stadsdel och ett grönområde i västra Helsingfors, samt en del av Sockenbacka distrikt.
Söder om Sockenbackavägen finns Tali koloniträdgård som hör till de äldsta i Finland. Bredvid koloniträdgården finns det ett nytt bostadsområde som kallas för Talilunden med ungefär tusen invånare. I Tali finns också Tali gård, med anor från 1600-talet. Manbyggnaden är från år 1820-talet och också parken är från 1800-talet. På Tali gårds marker ligger sedan 1932 Finlands äldsta golfglubb, Helsingfors golfklubb. På Talitoppen, som bildats av att man använt området som avstjäpningplats, kan man spela frisbeegolf.